# Тьма опускается
«Тьма опускается» (англ. Darkness Falls) — тринадцатый эпизод второго сезона американского мультсериала «Легенда о Корре».

## Сюжет
Ваату хочет слиться с Уналаком, но Корра этого не допускает и выбрасывает дядю из мира духов, говоря Мако и Болину не пускать его обратно. Тензин, Буми и Кая ищут Джинору и обращаются за помощью к духу, но она атакует их. Корра бьётся с Ваату, а на Мако и Болина нападают из засады. Семья Тензина встречает дядю Айро, который вот уже почти 40 лет живёт в мире духов, и он предупреждает, что если зайти здесь слишком далеко, то можно попасть туда, где тебя найдут лишь потерянные. Тензин понимает, где искать Джинору. Корра одолевает Ваату и собирается снова заточить его в Древе времени. Эска и Десна побеждают Мако и Болина, и Уналак возвращается в мир духов через портал, оставляя детей следить за врагами. Тензин снова приходит с братом и сестрой к тому духу и позволяет ей поймать их. Она несёт их и бросает во Мглу потерянных душ. Корра почти запирает Ваату, но Уналак атакует её в спину. Мако и Болин сбегают от близнецов и идут на помощь к Корре, но Эска и Десна ловят их. Уналак соединяется с Ваату и становится Тёмным Аватаром.
Тензин рассказывает Буми и Кае, что мгла сводит с ума, удерживая в плену мрачных воспоминаний, и они видят адмирала Джао, который бредит идеей поймать Аанга. Он думает, что Тензин — это он, и бросается на него, но герои отбрасывают Джао и убегают. Уналак доминирует над Коррой, но она входит в состояние Аватара и продолжает битву. Мгла сводит Буми и Каю с ума, и они разбегаются. Пойманные братья уговаривают близнецов переметнуться к ним, и Десна вспоминает, как отцу было наплевать на его ранение при открытии портала. Эска не хочет предавать Уналака, и тогда Болин просит у девушки прощения за то, что бросил её. Эска целует его и отпускает их. Они покидают мир духов и видят сражающихся Аватаров. Ваату вырывается из Уналака и вытаскивает Рааву из Корры, а затем возвращается в свою оболочку. Тензин тоже сходит с ума из-за мглы, но ему является отец и поддерживает сына. Тензин развеивает туман и находит Джинору, Каю и Буми. Он уводит их, и туман возвращается. Тёмный Аватар легко справляется с пришедшими Мако и Болином, а затем добивает Рааву. Джинора чувствует, что Корре больно, и даёт отцу, дяде и тёте светлячка, который выведет их, а сама идёт на помощь. Эска и Десна выходят из мира духов и видят, как их отец превращается в гигантского монстра. Он объявляет 10 000 лет тьмы и улетает.

## Отзывы

Динамика оценок IGN к эпизодам 2 сезона мультсериала

Макс Николсон из IGN поставил эпизоду оценку 9,5 из 10 и написал, что «слияние Ваату и Уналака изменило чашу весов, подняв битву на захватывающие, совершенно новые высоты». Своим любимым моментом в серии рецензент назвал сцену с Тензином и Аангом во Мгле потерянных душ. Эмили Гендельсбергер из The A.V. Club дала эпизоду оценку «B+» и отметила, что «камео Джао было не только ради развлечения; это также напоминание о том, насколько Тензин похож на взрослого Аанга».
Майкл Маммано из Den of Geek вручил эпизоду 5 звёзд из 5 и подчеркнул, что «с каждым ударом [Уналака в конце] Корра чувствует, как всё больше и больше её прошлых жизней распадаются, вплоть до Аватара Вана, пока Раава и цикл Аватара окончательно не исчезают». Главный редактор The Filtered Lens, Мэтт Доэрти, поставил серии оценку «A», и ему особенно понравились финальные кадры эпизода. Мордикай Кнод из Tor.com был рад снова услышать Грега Болдуина, озвучившего Айро, и Джейсона Айзекса, который играл за Джао.
Эпизоды «Тьма опускается» и «Свет во тьме», вышедшие в один день, собрали 2,09 миллиона зрителей у телеэкранов США.